# Il Sole 24 Ore
Il Sole 24 Ore is een financieel-economisch dagblad uit Italië.  De krant werd op 9 november 1965 in Milaan opgericht door de fusie van het dagblad ‘24 Ore’ en zijn tegenhanger ‘Il Sole’, die toen al een eeuw oud was. Er zijn twee redacties: het hoofdkantoor is gevestigd in Milaan in via Monte Rosa 91 en het andere kantoor in Rome. Il Sole 24 Ore is de best verkochte en grootste zakenkrant van Europa met een oplage van 330.000 exemplaren in 2005.
De krant is eigendom van de werkgeversorganisatie Confindustria en stelt dan ook de belangen van de ondernemers centraal. De hoofdredacteur is Ferruccio de Bortoli, die van 1997 tot 2003 bij de Corriere della Sera werkzaam was.
Il Sole 24 Ore heeft verschillende wekelijks terugkerende bijlagen: op donderdag ‘Nòva24’, een bijlage over wetenschap en technologie; de bijlage ‘Plus’ op zaterdag met onderwerpen als sparen, analyse van de financiële markten, de vastgoedmarkten en investeringen; de culturele bijlage ‘Domenica’. Il Sole 24 Ore is onder de belangrijkste dagbladen de enige die geen maandageditie heeft. Het exemplaar dat ’s maandags in de winkel ligt, wordt door een andere redactie samengesteld onder de verantwoordelijkheid van Massimo Esposti.   